# Герман Вейль
Герман Клаус Гуґо Вейль (нім. Hermann Klaus Hugo Weyl; 9 листопада 1885, Ельмсгорн, Шлезвіг-Гольштейн, Німецька імперія — 8 грудня 1955, Цюрих, Швейцарія) — німецький математик.

## Біографія
Закінчив Геттінгенський університет (1908). Учень Д. Гільберта. В 1913-1930 роках — професор Вищої технічної школи Цюриха, в 1930-1933 роках — професор Геттінгенского університету, в 1933 після приходу до влади фашистів емігрував в США, працював в Принстоні в Інституті перспективних досліджень (Institute for Advanced Study).
Праці присвячені тригонометричним рядам і рядам по ортогональних функціях, теорії функцій комплексної змінної, диференціальним і інтегральним рівнянням. Ввів в теорію чисел т.зв. "Суми Вейля". Найзначніші роботи Вейля з алгебри (в галузі теорії неперервних груп і їх представлень) і теорії функцій комплексної змінної (де його книга 1913 "Die Idee der Riemannschen Flache" — "Ідея ріманової поверхні" стала класичною — уперше було досконало строго визначене поняття Ріманова поверхня, яке негайно можна було поширити на будь-який многовид). Праці Вейля з прикладної лінійної алгебри мали значення для подальшого створення математичного програмування, а роботи в галузі математичної логіки і основ математики дотепер викликають інтерес (Вейль належав до прихильників інтуїціонізму).
Велике значення мають праці в галузі математичної фізики, де він незабаром після створення А. Ейнштейном загальної теорії відносності став займатися єдиною теорією поля. Хоча об'єднати тяжіння й електромагнетизм не вдалося, його теорія калібровочної інваріантності мала величезне значення. Також Вейль відомий застосуванням теорії груп до квантової механіки.
Нагороджений премією Лобачевського в 1927 році.

## Праці
- Вейль Г. Алгебраическая теория чисел. — М. : ИЛ, 1947. — 226 с.
- Вейль Г. Избранные труды. Математика. Теоретическая физика // Классики науки. — М. : Наука, 1984. — 512 с.
- Вейль Г. Классические группы. Их инварианты и представления. — М. : ИЛ, 1947. — 408 с.
- Вейль Г. Математическое мышление. — М. : Наука, 1989. — 400 с.
- Вейль Г. О философии математики. — М.-Л. : ГТТИ, 1934. — 128 с.
- Вейль Г. Полвека математики. — М. : Знание, 1969. — 48 с.
- Вейль Г. Пространство. Время. Материя. Лекции по общей теории относительности. — М. : Янус, 1996. — 480 с.
- Вейль Г. Симметрия. — М. : Наука, 1968. — 192 с.
- Вейль Г. Теория групп и квантовая механика. — М. : Наука, 1986. — 496 с.